# Pásztory Móric Miklós
Pásztory Móric Miklós (Brassó, 1875. november 2. – Budapest, 1922. május 9.) magyar filmrendező, producer.

## Életpályája
Szülei nem tudták iskoláztatni, ezért már igen fiatalon szakmát tanult, fodrász lett. Egy ideig a Nemzeti Színház fodrászmestere is volt. 1898-ban Pásztory alapította Budapesten az első virágcsarnokot. 1909-ben "császári és királyi udvari szállító"-i címet kapott. A virágkereskedelemből szerzett vagyonát később szenvedélyébe, a filmezésbe forgatta, előbb mozit nyitott (Eldorado, a VIII. kerületi Népszínház utcában), majd 1914-ben létrehozta a Nemzeti Filmvállalatot, ahol elsősorban népszínműveket dolgozott át filmre. Többször is pereskedett Janovics Jenővel különféle művek (Tóth Ede: A tolonc, Abonyi Lajos: A betyár kendője) megfilmesítési jogáért. 1917-ben társult Korda Sándorral, és a Corvin Filmgyár igazgató-rendezőjeként működött. Néhány hónappal a halála előtt kilépett a Corvinból, és Pásztory Filmvállalat néven saját céget alapított.

## Rendezései
- A szökött katona (1914)
- A falu rossza (1915)

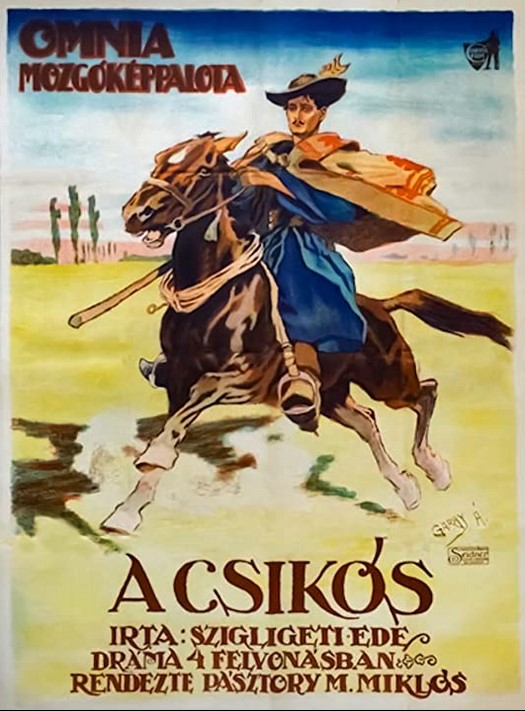
A csikós (Garay Ákos plakátja, 1917)

- A peleskei nótárius (Janovics Jenővel közösen, 1916)
- A csikós (1917)
- A haza oltára (1917)
- Lyon Lea (Korda Sándorral közösen, 1917)
- A piros bugyelláris (1917)
- A riporterkirály (1917)
- Károly-bakák (Korda Zoltánnal közösen, 1918)
- A kétlelkű asszony (1918)
- A tékozló fiú (1919)
- Végszó (1920)
- A piros bugyelláris (1921)